# پروین پاسالار
پروین پاسالار (متولد ۱۳۳۳ در آبادان) استاد گروه بیوشیمی دانشگاه علوم پزشکی تهران  او در سال ۱۳۹۰ در دهمین همایش نکوداشت مقام استاد، از سوی دانشجویان و استادان به عنوان استاد نمونه انتخاب شد. همچنین، سمت سرپرستی مرکز پژوهشهای علمی دانشجویان و مرکز استعدادهای درخشان دانشگاه علوم پزشکی تهران تا تاریخ 4 اسفند 1400 بر عهده ایشان بود.

### ترجمه ها
- چکیده بیوشیمی، دایان کلبی، ناشر: دانشگاه تهران، مؤسسه انتشارات و چاپ
- ژنتیک مولکولی، جیمز واتسون، ترجمه مشترکا با عباس حمدی، ناشر: دانشگاه تهران
- بیوشیمی هارپر، رابرت مورای، داریل گرانر، ویکتور رادول، ترجمه مشترکا با احمدرضا نیاورانی، پروین پاسالار (مقدمه)، ناصر ملک‌نیا (مقدمه)، ناشر: سماط
- اصول بیوشیمی لنینجر ۲۰۱۷، آلبرت لنینگر، مایکل کاکس، دیوید لی نلسون، ترجمه جواد محمد نژاد، علی مطاع، علیرضا خوشدل، پروین پاسالار (نظارت و مقدمه)، ناشر: اندیشه رفیع
- بیوشیمی دولین با کاربرد بالینی با اطلس رنگی، توماس دولین، جواد محمدنژاد اروق، رؤیا شریفی، پروین پاسالار (مقدمه)، علی مطاع (ویراستار)، ناشر: اندیشه رفیع
- بیوشیمی مصور لیپینکات، ریچارد هاروی، پاملا چامپ، ترجمه مشترکا باسیده نرگس خطیبی، علی کرکریان، کیانوش بنایی کاشانی، ناهید رقابی غلامی، پروین پاسالار (زیرنظر)، ناشر: تیمورزاده
- بیوشیمی مصور هارپر ۲۰۰۹ (جلد دوم)، ترجمه جواد محمدنژاد اروق، سالار بختیاری، پروین پاسالار (مقدمه)، ناشر: اندیشه رفیع
- بیوشیمی هارپر، هرولد آنتونی هارپر، ترجمه مشترکا با ناصر ملک‌نیا، احمدرضا نیاورانی، ناشر: سماط - ۱۳۸۱
- فارماکولوژی کاتزونگ و ترور ۲۰۰۲، برترام کاتزونگ، آنتونی ترور، ترجمه مشترکا با ناصر ملک‌نیا، منصور میرزایی، محسن مقیمی، ناشر: سماط - ۱۳۸۱
- بیوشیمی استرایر، لوبرت استرایر، جرمی مارک برگ، جان تیمشکو، ترجمه مشترکا با علیرضا خوشدل، سالار بختیاری، پروین پاسالار (زیرنظر)، ناشر: اندیشه رفیع
- خلاصه بیوشیمی مصور هارپر، ترجمه مشترکا با جواد محمدنژاد اروق، سالار بختیاری، پروین پاسالار (مقدمه)، ناشر: اندیشه رفیع

### تالیفات
- بیوشیمی، پانته آ ایزدی، پروین پاسالار، ناشر: دیباگران تهران
- بیوشیمی: مرور سریع و جامع بر منابع، سیدرضا موسوی، ناصر نژادی، محسن محمدیان یاجلو، جواد محمدنژاد اروق، مسعود صالحی پور، مهرداد نصراله زاده ثابت، پروین پاسالار (مقدمه)، ناشر: خسروی، دیباج
- بیوشیمی پزشکی، پروین پاسالار، صدیقه سلیمانی، محمد انصاری، فرزاد اسدی، محمود دوستی، ابوالفضل گلستانی، شهناز خاقانی، مهین زهرایی، اسماعیل علمی آخونی، بیژن فرزامی، تقی گل محمدی، فرانک کازرونی، نسرین دشتی، فاطمه ژیلا ماژین، صفورا ورداسبی، شهرناز آریابرزین، ناشر: آییژ
- بیوشیمی پزشکی متابولیسم، پروین پاسالار، صدیقه سلیمانی، محمد انصاری، فرزاد اسدی، محمود دوستی، ابوالفضل گلستانی، شهناز خاقانی، مهین زهرایی، اسماعیل علمی آخونی، بیژن فرزامی، تقی گل محمدی، فرانک کازرونی، نسرین دشتی، فاطمه ژیلا ماژین، صفورا ورداسبی، شهرناز آریابرزین، ناشر: آییژ
- راهنمای آزمون بیوشیمی، پروین پاسالار، هاله مسعودی، غلامرضا طاهری پاک، ناشر: پروانه دانش
- درس‌های پایه ژنتیک (ویژه کارکنان نظام سلامت)، پروین پاسالار، سوسن سیف، سیروس زینلی، سعیدرضا غفاری، یوسف شفقتی، ناشر: صدا
- بیوشیمی، پانته آ ایزدی، پروین پاسالار، ناشر: دیباگران تهران